# (3110) Wagman
(3110) Wagman es un asteroide perteneciente al cinturón de asteroides, descubierto el 28 de septiembre de 1975 por Henry Lee Giclas desde la Estación Anderson Mesa  (condado de Coconino, cerca de Flagstaff, Arizona, Estados Unidos).

## Designación y nombre
Designado provisionalmente como 1975 SC. Fue nombrado Wagman en honor  al astrónomo estadounidense Nicholas E. Wagman.